# Републики в Руската федерация
Според Конституцията Руската Федерация се състои от 85 субекта, 22 от които имат статут република:
| 1. Адигея 2. Алтай (република) 3. Башкирия 4. Бурятия 5. Дагестан 6. Ингушетия 7. Кабардино-Балкария |  | 8. Калмикия 9. Карачаево-Черкезия 10. Карелия 11. Коми 12. Марий Ел 13. Мордовия 14. Якутия |  | 15. Северна Осетия – Алания 16. Татарстан 17. Тува 18. Удмуртия 19. Хакасия 20. Чечения 21. Чувашия 22. Република Крим |

## Конституционно положение
Републиките се отличават от другите субекти, преди всичко в това, че според конституцията на Руската федерация са национално-държавни образувания (за разлика от другите субекти на Федерацията, които са териториални образувания) в състава на Русия. Също така републиките, за разлика от другите субекти на Федерацията, имат право да приемат свои конституции и могат да използват националния си език като държавен наред с руския. Другите субекти на РФ нямат такова право (вж. чл. 68 от Конституцията на Руската федерация). Чл. 3 от Конституцията на Руската федерация не признава правото на тези републики на държавен суверенитет.